# Poggio Civitate

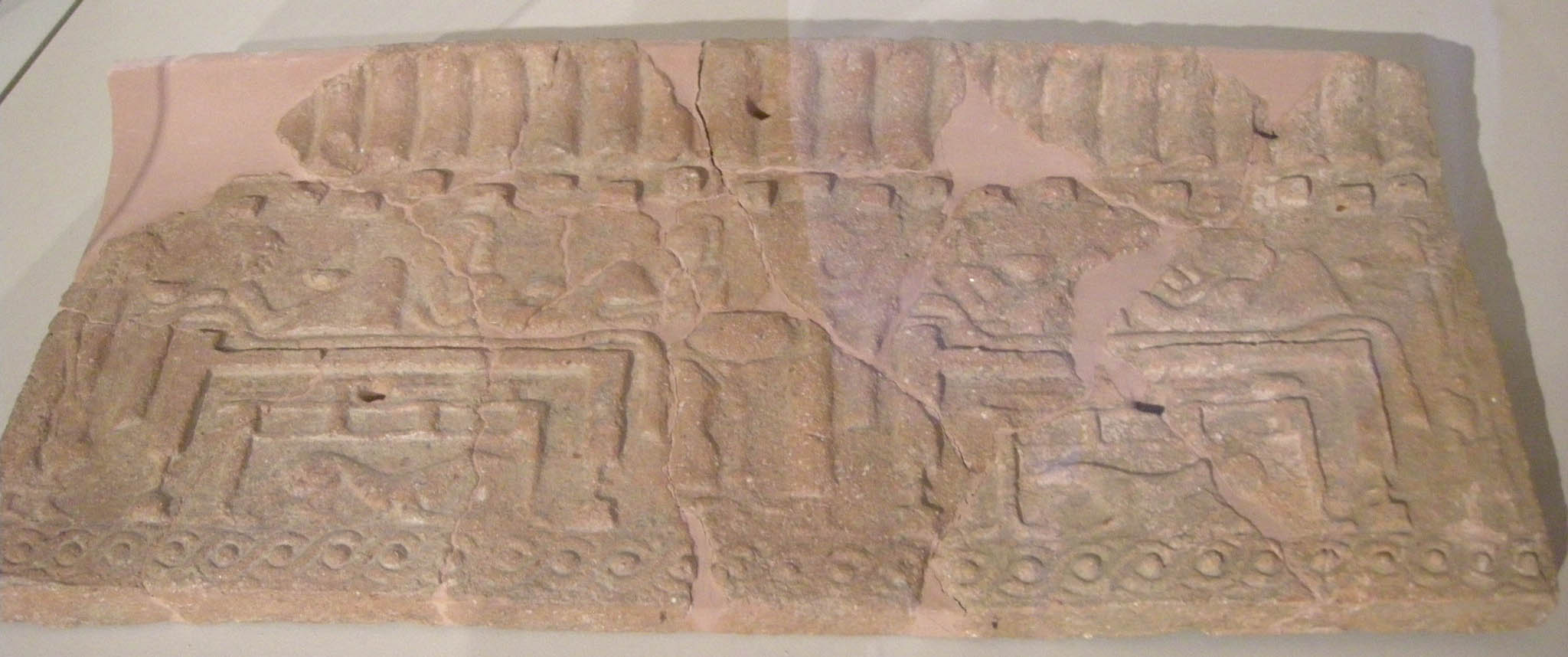
Lastra di rivestimento fittile con scena di banchetto, Murlo, Antiquarium di Poggio Civitate, VI secolo a.C.

Poggio Civitate è un'area archeologica etrusca, vicino Murlo in provincia di Siena.
Il sito archeologico è oggetto da alcuni anni di una campagna di scavi cui collabora l'Università del Massachusetts a Amherst.
Alcuni dei materiali ritrovati si trovano a Murlo, nel Museo Etrusco "Antiquarium di Poggio Civitate", posto dal 1988 nell'ex-Palazzo Vescovile.
I primi ritrovamenti nell'area risalgono agli anni venti ad opera di Dario Neri e Ranuccio Bianchi Bandinelli; una vera e propria campagna di scavi inizia però solo negli anni settanta, a cura di varie università statunitensi. Gli scavi iniziati nel 1966 hanno portato alla luce tracce consistenti di attività dei periodi orientalizzante e arcaico, oltre a materiale di epoche precedenti e successive.

## Il "complesso monumentale" di Murlo
All'inizio del VI secolo a.C. fu costruito su Poggio Civitate un "complesso monumentale", termine con cui si indicano grandi edifici o insiemi di edifici dalla funzione incerta presenti nell'architettura etrusca. Consisteva in un cortile circondato da un colonnato su tre lati e probabilmente da un santuario e da un possibile trono sul quarto. Intorno al colonnato e al cortile c'erano quattro blocchi di stanze. Le stanze erano coperte da 2.800 m2 di tegole in terracotta.
L'edificio era decorato in modo elaborato. Le pareti e i tetti contenevano statue di terracotta (tra cui il cosiddetto "buttero di Murlo") e fregi. Uno di questi fregi raffigura una scena di banchetto comune all'arte dell'Italia arcaica. La scena raffigura quattro servitori che servono gli ospiti reclinati su divani e cani da caccia. Un ospite sta suonando la lira mentre una ciotola è situata al centro di due divani. Altre raffigurano uomini e animali mitici, divini o reali. Sono rappresentate anche processioni, corse di cavalli e guerrieri che marciano dietro a capi in carri. Alcune scene raffigurano cerimonie e affari in corso; in una di queste una statuetta umana porta un lituo, un bastone ricurvo che serviva come simbolo di carica in Etruria e nel Lazio.
L'uso dell'edificio non è chiaro. Una possibile destinazione d'uso era quella di residenza del sovrano o della famiglia principale della città. Sono stati rinvenuti frammenti di ceramica fine, quindi è probabile che nel sito si svolgessero simposi e banchetti.

## Le collezioni dell'Antiquarium
- Ricostruzione di una sezione di tetto della seconda fase del complesso con elementi in terracotta in coroplastica: tegole, doccioni antropomorfi, acroteri e antefisse.
- Le famose statue-acroterio, fra cui la più nota è il cosiddetto "buttero di Murlo": busto di un dignitario amministrativo e religioso, potenziale elemento del tetto precedente.
- Numerosi bassorilievi in terracotta sulla sommità delle pareti, noti come "lastre di Murlo", che rappresentano :
  - una corsa di cavalli a pelo con il premio vinto dal vincitore: un calderone posto su una colonna;
  - i concorrenti dei giochi che ricevono i premi e che si tolgono l'olio dalla pelle con lo strigile;
  - giudici con i loro lunghi bastoni ricurvi (lituo);
  - l'alto copricapo dei notabili;
  - il banchetto;
  - la processione con un carro;
  - i tribuni e la presenza di donne che assistevano ai giochi, i ludi circenses;
  - l'assemblea del "popolo" sulla sella curule.
- Vari oggetti della vita quotidiana (in contrasto con i consueti pezzi museali etruschi, i cui elementi provengono dagli interni delle tombe a necropoli, quindi di natura votiva).
- Resti di utensili e oggetti metallici dell'officina della prima fase, resti di forni.